# 李緯 (正德甲戌進士)
李纬（？—？年），河南开封府钧州人，軍籍。明朝政治人物。

## 生平
弘治十四年（1501年）辛酉科河南鄉試舉人，正德九年（1514年）甲戌科三甲第五十八名進士，十二年八月授礼科给事中。十六年正月升湖广按察司佥事，嘉靖三年（1524年）五月升江西布政使司右参议。